# Shire of Leonora
Shire of Leonora is een Local Government Area (LGA) in de regio Goldfields-Esperance in West-Australië. Shire of Leonora telde 1.588 inwoners in 2021. De hoofdplaats is Leonora.

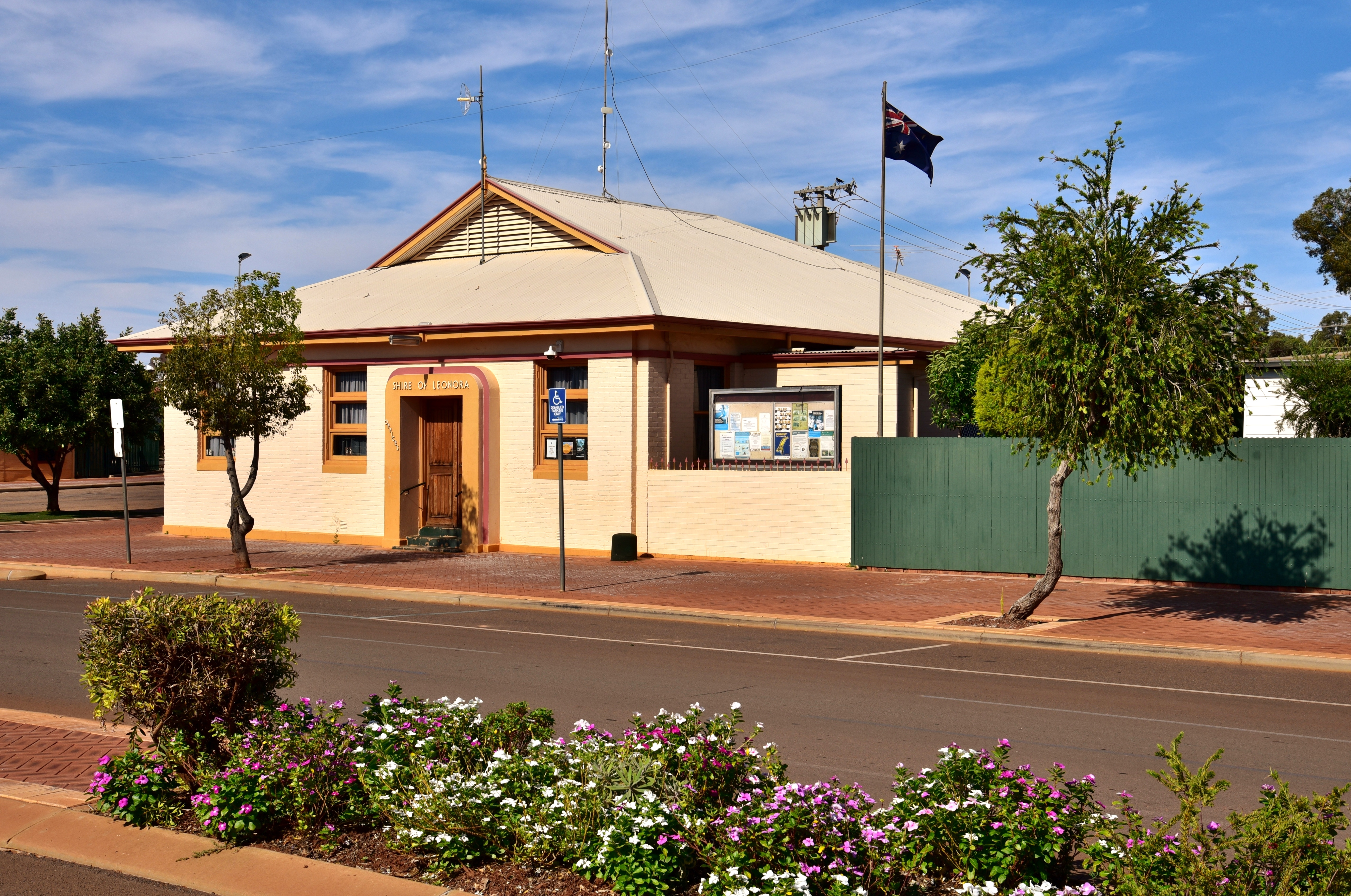
districtskantoren in 2018

## Geschiedenis
Op 31 augustus 1900 werd Leonora ondergebracht in de 'Municipality of Leonora'. Op 25 mei 1917 werd dit ontbonden en het 'Leonora-Mount Malcolm Road District' opgericht. Op 20 juni 1930 werd dit district hernoemd tot het 'Leonora Road District'. Naar aanleiding van de 'Local Government Act' van 1960 veranderde het district nogmaals van naam en werd op 23 juli 1961 de Shire of Leonora.

## Beschrijving
Shire of Leonora is een district in de regio Goldfields-Esperance. Het ligt iets meer dan 830 kilometer ten noordoosten van de West-Australische hoofdstad Perth. Het district is ongeveer 32.000 km² groot. Het telt 372 kilometer verharde en 1.204 kilometer onverharde weg. In 2021 telde het district 1.588 inwoners. In 2017 stelde het districtsbestuur 39 mensen te werk.

## Plaatsen, dorpen en lokaliteiten
- Leonora
- Agnew
- Eulaminna
- Gwalia
- Kathleen
- Kurrajong
- Lake Darlot
- Lawlers
- Leinster
- Malcolm
- Mertondale
- Murrin Murrin
- Sir Samuel
- Vivien
- Woodarra
- Yundamindera (bekend als "The Granites")

## Bevolkingsevolutie
| Jaar | Bevolkingsaantal                                              | Bevolkingsaantal                             |
| Jaar | Leonora                                                       | Gwalia                                       |
| ---- | ------------------------------------------------------------- | -------------------------------------------- |
| 1901 | 314                                                           | 884                                          |
| 1911 | 1.154                                                         | 1.114                                        |
| 1921 | 539                                                           | 562                                          |
| 1933 | 456                                                           | 784                                          |
| 1947 | 452                                                           | 692                                          |
| 1954 | 358                                                           | 591                                          |
| 1961 | 970*                                                          |                                              |
| 1966 | 338*                                                          |                                              |
| 1971 | 594* (Leonora Shire en nikkel boom)                           |                                              |
| 1981 | 1.900* (Leinster, Agnew, Teutonic)                            |                                              |
| 1985 | 2.400* (Tower Hill, Harbour Lights, Sons of Gwalia, Teutonic) |                                              |
| 1987 | 2.259* (oppervlakte 31.743 km²)                               |                                              |
| 2001 | 2.935                                                         |                                              |
| 2006 | 1.412                                                         |                                              |
| 2011 | 2.628*                                                        |                                              |
| 2016 | 1.411                                                         | (* de inwoners van zowel Leonora als Gwalia) |
| 2021 | 1.588                                                         |                                              |